# Bažinník kostrbatý
Bažinník kostrbatý (Paludella squarrosa) je slatiništní mech patřící do čeledi Meesiaceae.

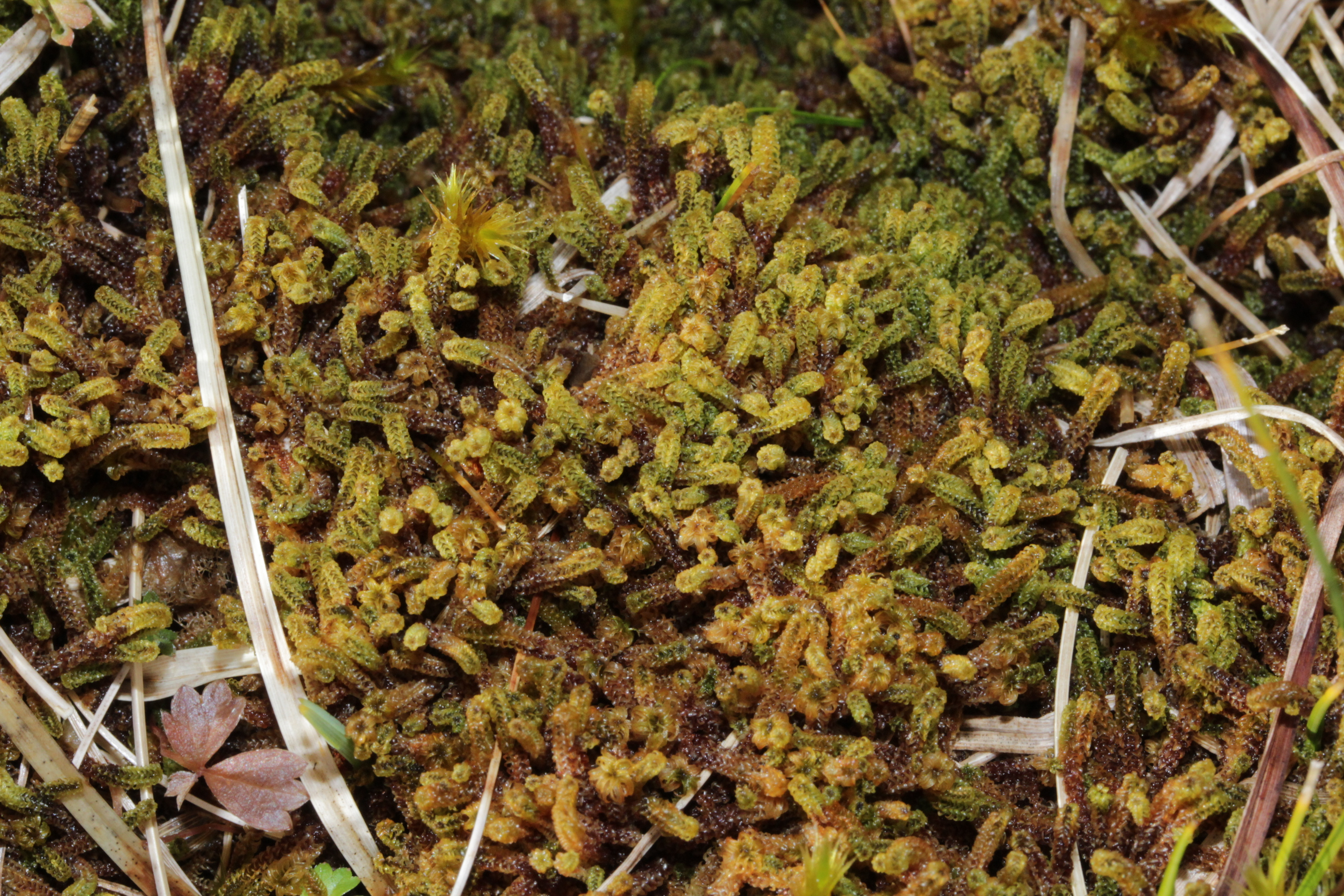
P. squarrosa, pohled shora

P. squarrosa má typické kostrbatě zpět odehnuté lístky a plstnatě vlášenitou lodyžku, což tento mech činí lehce rozpoznatelným druhem. Listy z přímé, dlouze sbíhavé báze silně kostrbatě zpět odehnuté, vejčitě kopinaté, zašpičatělé, kýlnaté, 1,5 – 2 mm dlouhé a 1 mm široké, na okraji ohrnuté a asi do poloviny listu nepravidelně zubaté. Žebro poměrně tenké, končí před špičkou listu. Délka lodyžky je několik centimetrů, horní část lodyžky je zpravidla bledě zelená, spodní hnědá. Tak jako většina ostatních rašeliništních a slatiništních mechů lodyžka na vrcholku přirůstá a zespoda odehnívá. Jedná se o dvoudomý druh, sporofyt tvoří velice zřídka, na území ČR se rozšiřuje vegetativně.
Bažinník kostrbatý je vzácný druh, v aktuální verzi červeného seznamu mechorostů ČR je zařazen mezi ohrožené taxony (kategorie EN), v ČR je známo pouze 18 lokalit tohoto druhu. Ve střední Evropě se považuje za glaciální relikt. P. squarrosa roste na zachovalých mírně vápnitých rašeliništích a rašelinných loukách s nenarušeným vodním režimem. Malé populace však mohou dočasně přežívat i na částečně degradovaných lokalitách. Těžištěm rozšíření v ČR je Českomoravská vrchovina, kde se nachází 14 lokalit. Podobně jako většina citlivých rašeliništních druhů také druh Paludella squarrosa posledním půlstoletí výrazně ustoupil z české krajiny. Tento trend souvisí hlavně s odvodňováním rašelinišť a zánikem tradičního obhospodařování vlhkých luk.
Bažinník kostrbatý je udáván například z lokalit PR Rašeliniště Kaliště, PP Louky v Jeníkově, PP Ratajské rybníky, PP Louky u Černého lesa.